# 宮下秀洋
宮下 秀洋（みやした ひでひろ、1913年（大正2年）12月20日 - 1976年（昭和51年）8月8日）は、囲碁の棋士。福島県出身、日本棋院所属、本因坊秀哉門下、九段。早碁名人戦2期、王座1期など。力戦派で「福島の猛牛」の異名を取る。
日本棋院のプロ棋士宮下鈴枝二段は実子。名前は「しゅうよう」とも読む。

## 経歴
1921年に方円社の塾生となるが、半年後に帰郷。再度上京して本因坊秀哉門下となるが、関東大震災で帰郷。日本棋院設立の1924年に呼び戻されて大倉喜七郎の家に書生として住み込み、日本棋院の少年棋士養成制度（後の院生）が設けられるとその第1期生となる。15歳から独立して下宿住いとなり、またこの頃は秀哉の遊歴によく同行していた。1930年(昭和5年)入段。1932年秋期大手合で2等になり二段、1933年春期大手合1等で1934年三段、1935年四段。1934年の中外商業新報の新進争覇戦では10人抜きを達成。1944年五段、同年軍需工場に徴用される。
戦後は1946年秋期の大手合より参加。1948年六段、1949年七段、1953年八段と一気に昇段し「宮下のごぼう抜き昇段」と喧伝され、ライターの宇崎玄々子の命名で「福島の猛牛」と呼ばれた。
1949年には田園コロシアムで行われた日刊スポーツ主催野外早碁選手権で優勝。最高位戦の1953年の八段4名によるリーグ戦で4位、翌年のAクラスリーグで5位となり、1955年からの第1期最高位戦リーグに参加。1954年に王座戦で高川格本因坊と決勝三番勝負を争い、1-2で敗れる。1955年に日本棋院最高段者トーナメント決勝で島村利博を破って優勝。同年の本因坊戦リーグでは島村と6勝1敗の同率となり、決定戦で敗れる。1957年早碁名人戦で坂田栄男に挑戦し、2-1でタイトル獲得、翌年は高川秀格の挑戦を2-0で退けて連覇、1959年に杉内雅男に2-1で敗れた。
1960年、日本棋院では5人目の九段昇段。1961年に開始された第1期名人戦リーグに参加するが、5勝7敗の8位で陥落。1962年に王座戦決勝で加田克司を2-0で破る。1971年早碁選手権戦決勝で藤沢朋斎を破って優勝。
同1971年、娘の鈴枝とともに欧州、北米を囲碁指導で訪問。
多趣味で、株や相場などにも手を出していたという。門下に、菅野清規、石橋千濤、時本壱。

## タイトル歴
- 日本棋院最高段者トーナメント戦 1955年
- 早碁名人戦 1957-58年
- 王座 1962年
- 早碁選手権戦 1971年

その他の棋歴
- 呉清源高段者総当り十番碁第6局 1949年 宮下（先）×呉
- 東西対抗戦（日本棋院、関西棋院）1950年 第9局 ○藤木人見
- 呉清源対新鋭八段戦三番勝負 1955年 宮下（先相先） 0-3 呉
- 日本棋院最高段者トーナメント戦 優勝 1955年
- 王座戦 準優勝 1954、60年
- 日本棋院第一位決定戦 準優勝 1959年
- 囲碁選手権戦 準優勝 1961、62年、高松宮賞 1961年
- NHK杯テレビ囲碁トーナメント 1965年
- 日本棋院選手権戦 準優勝 1965、69年
- 名人戦（旧）リーグ3期、本因坊戦リーグ8期